# Seńko Fedorowicz Połozowicz
Seńko Fedorowicz Połozowicz (zm. przed 1532) – namiestnik rzeczycki w latach 1522–1529, namiestnik owrucki w 1510 roku, klucznik kijowski w latach 1494–1495.